# Morawewa Division
Morawewa Division är en division i Sri Lanka.   Den ligger i distriktet Trincomalee District och provinsen Östprovinsen, i den norra delen av landet, 230 km nordost om huvudstaden Colombo. Antalet invånare är 7 946.